# Vaišvilas
Vaišvilas (in polacco Wojszwił) (... – XIV secolo) è stato un nobile lituano considerato in alcune ricostruzioni uno dei figli di Kęstutis, granduca di Lituania nel 1381-1382.

## Biografia
Nel 1358 Kęstutis e i principi della Masovia formarono una commissione per risolvere le controversie sul confine tra la Lituania e la Polonia. La prima risultava rappresentata da Vaišvilas (Woyszwylt), Patirgas, forse un altro figlio di Kęstutis, ed Eikšis, figlio di Karijotas. Questo ha spinto gli storici a credere che Vaišvilas amministrasse un feudo alle porte della Masovia. Nel 1367 un trattato stipulato con la Livonia menzionava Vaišvilas come Waysewist. Più tardi lo si nomina in un atto relativo a Lahojsk, un insediamento situato nell'attuale Bielorussia. Esistono delle teorie secondo cui il "nobilis satrapa" senza nome che morì nella battaglia di Rudau nel 1370 fosse Vaišvilas. Verosimilmente, il nobile lituano morì prima del 1385 o del 1387 perché non è menzionato nel corso delle turbolente guerre civili scatenate da Vitoldo il Grande e Jogaila.
Secondo la moderna storiografia polacca non si tratterebbe di un figlio di Kęstutis.